# تيبوغو لانغرمان
تيبوغو جوزيف لانغرمان ((بالإنجليزية: Tebogo Langerman)‏؛ مواليد 6 مايو 1986 في جوهانسبرغ) هو لاعب كرة قدم جنوب أفريقي يلعب مع ماميلودي صن داونز في دوري جنوب أفريقيا الممتاز لكرة القدم كلاعب وسط. مثّل منتخب جنوب أفريقيا لكرة القدم.

## روابط خارجية
- تيبوغو لانغرمان على موقع الاتحاد الدولي (مؤرشف)  (الإنجليزية)
- تيبوغو لانغرمان على موقع قاعدة بيانات كرة القدم.إي يو (الإنجليزية)
- تيبوغو لانغرمان على موقع ناشيونال فوتبول تيمز (الإنجليزية)
- تيبوغو لانغرمان على موقع Soccerway.com (الإنجليزية)